# 修成县
修成县，中国古县名。
隋朝仁寿（601年—604年）初年，改广长县置，治所在今甘肃省成县东南。属顺政郡。唐朝时废。